# أيتوس
أيتوس
تقع مدينة ايتوس في بلغاريا وتطل المدينة على البحر الأسود , ويبلغ عدد سكان المدينة 25030 نسمة (2005م) .

## المناخ
يظهر الجدول التالي التغييرات المناخية على مدار السنة لأيتوس:
| الشهر                             | يناير       | فبراير     | مارس        | أبريل       | مايو        | يونيو       | يوليو       | أغسطس       | سبتمبر      | أكتوبر      | نوفمبر      | ديسمبر     | المعدل السنوي |
| --------------------------------- | ----------- | ---------- | ----------- | ----------- | ----------- | ----------- | ----------- | ----------- | ----------- | ----------- | ----------- | ---------- | ------------- |
| متوسط درجة الحرارة الكبرى °م (°ف) | 7.0 (44.6)  | 8.4 (47.1) | 12.4 (54.3) | 18.7 (65.7) | 24.4 (75.9) | 27.5 (81.5) | 30.6 (87.1) | 30.8 (87.4) | 26.7 (80.1) | 21.2 (70.2) | 14.6 (58.3) | 8.1 (46.6) | 19.2 (66.6)   |
| المتوسط اليومي °م (°ف)            | 2.2 (36.0)  | 3.2 (37.8) | 6.8 (44.2)  | 13.1 (55.6) | 18.8 (65.8) | 22.2 (72.0) | 25.1 (77.2) | 25.2 (77.4) | 21.0 (69.8) | 15.9 (60.6) | 9.5 (49.1)  | 4.4 (39.9) | 14.0 (57.2)   |
| متوسط درجة الحرارة الصغرى °م (°ف) | −1.6 (29.1) | −1 (30)    | 2.1 (35.8)  | 7.4 (45.3)  | 12.1 (53.8) | 15.4 (59.7) | 18.1 (64.6) | 18.0 (64.4) | 14.2 (57.6) | 9.5 (49.1)  | 5.3 (41.5)  | 0.8 (33.4) | 8.4 (47.1)    |
| معدل هطول الأمطار مم (إنش)        | 40 (1.6)    | 35 (1.4)   | 31 (1.2)    | 46 (1.8)    | 59 (2.3)    | 67 (2.6)    | 43 (1.7)    | 36 (1.4)    | 34 (1.3)    | 41 (1.6)    | 54 (2.1)    | 53 (2.1)   | 539 (21.2)    |
| المصدر: Stringmeteo.com           |             |            |             |             |             |             |             |             |             |             |             |            |               |

## أعلام
- ايفانا
- إسماعيل حقي البروسوي